# Tornyosnémeti
Tornyosnémeti is een plaats (község) en gemeente in het Hongaarse comitaat Borsod-Abaúj-Zemplén. Tornyosnémeti telt 604 inwoners (2001).